# Csalóka napfény
A Csalóka napfény (oroszul Утомлённые солнцем / Utomljonnije szolncem, szó szerint „A nap által elcsigázottak”; franciául Soleil trompeur) 1994-ben bemutatott orosz–francia koprodukciós filmdráma. Rendezője Nyikita Mihalkov, forgatókönyve pedig Rusztam Ibragimbekov azeri író és a rendező alkotása.
A film cselekménye az 1930-as évek Szovjetuniójában történik, amikor a sztálini diktatúra tragikus következményekkel lép közbe sok ember életébe, köztük Kotov hadosztályparancsnokéba is, akit maga a rendező alakít. Fontos szereplője a filmnek Kotov kislánya is, akit Mihalkov hatéves kislánya játszik.
A film nemzetközi sikernek örvendett, többek között elnyerte 1994-ben a Cannes-i Filmfesztiválon a Nagydíjat, és 1995-ben az Oscar-díjat a legjobb nemzetközi játékfilmnek.

## Cselekmény
|  | Alább a cselekmény részletei következnek! |

A film nyitókreditjei előtt a moszkvai Kreml környéke jelenik meg. Egy 30 év körüli elegáns férfi jön haza hajnalban autójával egy Kremlközeli házba. Idős ember fogadja, aki franciául szól hozzá, a fiatalember pedig rászól, hogy beszéljen oroszul. Az öreg azt mondja neki, hogy valamikor a fiatalember apja azért fogadta fel, hogy csak franciául beszéljen vele. A fiatalember folyton kijavítja a nyelvi hibáit. Azt is mondja neki, hogy nyissa ki a rádiót, amelyből Sztálint dicsőítő beszéd hangzik.
A fiatalember arcot mos a fürdőszobában. Megszólal a telefon, de nem veszi fel. Egy pillanatra tekintete egy borotvára esik. Az öreg újságcsikket olvas hangosan arról, hogy gömbvillámok jelentek meg Moszkva környékén, és hogy azok ellenséges erőktől származnak. A fiatalember revolverből töltényeket vesz ki, és közben javítgatja az öreg hibáit. Egyetlen töltényt hagy meg a revolver tárában, majd megforgatja azt, a revolvert a halántékához teszi és rövid habozás után meghúzza a ravaszt. Szerencséje van az orosz rulettben.
A nyitókreditek alatt egy hólepte parkban katonaruhás férfi és egy nő tangót táncol az Утомлённое солнце / Utomljonnoje szolnce (szó szerint „Elcsigázott nap”) című dalra, amelyet egy énekes ad elő három muzsikus kíséretével. Egy padon egy kislány ül, és ő is a dalt dúdolja.
1936 nyarán Kotov, 50 éves körüli hadosztályparancsnok szabadnapját tölti családjával egy ligetben található dácsában. Reggel 30 éves körüli feleségével, Maruszjával, és Nágya kislányával a dácsához tartozó szaunaszerű orosz fürdőben tartózkodnak. A gyengédséggel teli jelenetet egy paraszt szakítja meg, aki kétségbeesetten segítségül hívja Kotovot, mivel a kolhoz búzatábláján tankok gyakorlatoznak. Kotov kimegy a helyszínre. Humoros jelenetben az alakulat parancsnoka felismeri, Kotov rádión kapcsolatba lép ennek felettesével, aki szintén ismeri, és minden további nélkül eléri a tankok távozását.
A dácsában Maruszja több családtagja van jelen, és néhány barátjuk. Látszik róluk, hogy az 1917-es forradalom előtti értelmiségiek, akik láthatóan gondtalan életet élnek. Vidám hangulatban reggeliznek. A nap ünnepnap is. A szovjet léghajó- és repülőgépgyártás kezdetének hatodik évfordulóját ünneplik. Ezért a kapuban nézelődő Nágya előtt fúvószenekaros úttörőcsapat halad el. Köztük van egy szakállas, sántító és vak öregember kinézetű egyén, aki megáll a ház előtt.
Nágya betessékeli az embert a dácsába. Az megrökönyödést kelt furcsa viselkedésével, majd a zongorához ül, és a „nevess, bohóc” szavakat tartalmazó részletet játssza és énekli Ruggero Leoncavallo Bajazzók című operájából, miközben leveszi magáról azt, amivel álcázta magát. A film elején megjelenő fiatalemberről van szó. A jelenlévők örömmel ismerik fel benne Mityát (Dmitrijt), akit 1928 óta nem láttak. Maruszja bemutatja neki a férjét, de ők ismerik egymást. Megkérdezik Mityától, hogy nős-e, és hogy vannak-e gyerekei. Azt feleli, hogy igen, és hogy három gyereke van. Maruszja zavartan viselkedik. Vizet enged ki a szamovárból, és hosszan kicsordulni hagyja a pohárból. Alkarján erek vágásával kísérelt öngyilkosság nyomai látszanak. Mind asztalhoz ülnek, és egyszerre feszült csend lesz.
Kotov kimegy a folyópartra. Később a többiek is kimennek. Kotov leveszi a cipőjét. Lába mellett törött üveg van felfelé álló éles hegyekkel. Mitya látja, de nem szól. Kotov elmegy onnan. Maruszja rászól a kislányra, hogy ne untassa kérdésekkel Mityát. Nágya sértődötten az apjához megy, és panaszkodik neki. Kotov azt mondja, hogy Maruszja és Mitya régi barátok, és beszélgetni akarnak, majd apa és kislánya csónakba ülnek, és a folyó lassan viszi őket. Köztük gyengéd szeretetteli jelenet zajlik le.
Maruszja és Mitya kettesben maradnak. A férfi megkérdezi, hogy Maruszja miért nem kérdez tőle semmit. Kérdezősködik a sebhelyeiről is, de nem jön létre beszélgetés. Mitya ruhástul beleveti magát a vízbe, és csak ott bukkan fel, ahol nem lehet látni. Maruszja nyugtalan lesz, utána kiált, és úszva keresi. Mitya a víz alatt elkapja a lábát, majd a fákkal benőtt túlsó partra mennek ki. Mitya arra emlékezteti Maruszját, hogy ott találkoztak egyszer valamikor régen, és azután együtt töltötték az első éjszakájukat. A szemére veti, hogy kitörölte az életéből.
Az ünnepnap keretében egy csapat polgári védelmi gyakorlatot tart. Vegyifegyveres támadást utánoznak, és a folyóparton tartózkodó embereket is bevonják a gyakorlatba gázálarcot adva rájuk, és egyeseket mint áldozatokat hordágyon elszállítva. Maruszja kijön a vízből és önszántából „áldozatnak” jelentkezik. Mitya ugyanazt teszi. Amikor Kotov és a kislány visszatérnek, a parton csak a többiek által otthagyott tárgyakat találják. Kotov a házhoz siet. Ott a többiek jól szórakoznak. Mitya és Maruszja gázálarccal zongoráznak, és arra emlékeznek, hogyan gyakoroltatta Mityát Maruszja apja mint zongoratanár. Az egész társaság kánkánt táncol és franciául beszél Kotovon kívül, aki egyedül kezd ebédelni, majd a többiek is asztalhoz ülnek. Ebéd után a légkör nosztalgikus. Maruszja nagyanyja operaáriát énekel, majd nagybácsija megemlékezik a régi jó időkről.
Mitya kezdi elmondani élete történetét Nagyához intézett mese alakjában. Azt lehet kiérteni belőle, hogy énekelni és több hangszeren szeretett játszani, és szerette a verseket. Családja a Maruszjáéval barátkozott. A lány apja zenére tanította. Boldog volt, amíg kitört az Első Világháború. Harcolt a fronton, majd külföldön élt nehezen keresve meg kenyerét. Amikor tíz év után hazatért, szülei már nem éltek, és ő Maruszja családjához ment. Szerelem volt közöttük, de ezt megszakította Kotov, aki az 1920-as években a Állami Politikai Igazgatóságon, azaz a szovjet hírszerző és kémelhárító politikai rendőrségen dolgozott. Ismerte Mitya szovjetellenes múltját, és ezzel zsarolva beszervezte őt, majd Párizsba küldte. Maruszja számára Mitya eltűnt, és egy idő után a lány Kotovhoz ment feleségül. Miközben Mitya mesél, kint gömbvillám jár. Mitya megszakítja elbeszélését, és gitáron kísérve az Elcsigázott napot kezdi fütyülni. A kislány is dúdolja. A többiek is hallgatják Mityát, és Maruszja kávéscsészét tartó keze reszket.
Maruszja kimegy az ebédlőből, és felszalad az emeletre. Kotov utánafut. Egy pillanatra Maruszja gyűlöletet mutat Kotov iránt, és azzal fenyegeti, hogy kiugrik az ablakon, ha az közeledni próbál, de Kotovnak sikerül megnyugtatnia, és összeölelkeznek. Látszik, hogy szeretik egymást. Abban a pillanatban a gömbvillám robbanásszerű zajjal tüzet kelt az erdőben.
Mindenki kivonul az ebédlőből, kivéve Mityát és Kiriket, Maruszja nagyanyja barátnőjének a fiát. Ennek Mitya beismeri, hogy nem nős. Arra a kérdésre, hol dolgozik, azt válaszolja, hogy az NKVD-ben, majd azt mondja, hogy viccelt, és hogy zongoristaként dolgozik. Azt is közli, hogy egy félévvel azelőtt tért vissza, de nem mutatkozott náluk, mert nem volt rá oka.
Később az emeleten Kotov és Maruszja szeretkeznek, az ebédlőben pedig Mitya és Nágya a zongorán játszadoznak. Maruszja kérdésére Kotov megerősíti, hogy ő küldte Mityát külföldre. A fiatalembernek választania kellett, és választott. Kotov hozzáadja, hogy ő is elhagyta volna a családját, ha parancsot kap, mivel katona, de ő azért ment volna el, mert szereti a hazáját, miközben Mitya félelemből tette.
Röviddel azután Mitya megmondja Kotovnak, azért jött, hogy letartóztassa. Kotov egyedüli reagálása az, hogy nyugodtan megmondja neki, viselkedjen úgy, mintha nem történne semmi különös addig, amíg este elmennek az NKVD autójával.
Az egész társaság nagyon vidáman focizik egy tisztáson. Valaki messzire rúgja a labdát, és Kotov utána megy. Mitya követi, Kotov nyugalmán csodálkozva. Ez megkérdezi tőle, miért nem mesélte el azt is, hogy 1923 óta Párizsban emigráns „fehér” tisztek körébe férkőzött, és hozzájárult nyolc tábornok Oroszországba hurcolásához és meggyilkolásához, elárulva őket miután mellettük harcolt. Akkor Kotov még nem ismerte. Azt veti a szemére, hogy pénzért adta el magát a hírszerző szolgálatnak. Mitya azzal utasítja ezt vissza, hogy csak azért tette, mert megígérték neki, hogy visszatérhet megszokott életéhez, tehát Maruszjához is, de végül mindenét elvették: életét, szakmáját, szerelmét, Maruszját, hazáját, hitét. Kotovot is vádolja ezzel. Kotov megérti, hogy Mitya bosszút áll, de nem fél, azt állítja, hogy hozzá, a forradalom hőséhez és a legendás hadosztályparancsnokhoz senki sem fog nyúlni. Mitya azzal vág vissza, hogy Kotov, amikor a saját ürülékében fog fetrengeni, akármit be fog vallani, még írásban is: hogy a németeknek kémkedett már 1920 óta, azután a japánoknak is, hogy terrorista, hogy merényletet tervezett Sztálin elvtárs ellen. Ha meg nem akarja aláírni, akkor meg fogják neki említeni, hogy felesége és gyermeke van. Erre Kotov egy ökölcsapással leteríti. A jelenetet Nágya szakítja meg, lelkesen tudatva apjával, hogy a nevét viselő úttörőosztag jött hozzá köszönteni. Mitya a labdával a kezében kel fel, azt színlelve, hogy kereste.
A ház előtt megáll az NKVD autója. Nágya csodálattal nézi. Kotov gyengéden elbúcsúzik tőle. Közben egy fényképre is vetődik a szeme, amelyen ő és Sztálin látható, aki barátságosan mosolyog rá. Egyenruhába öltözve kimegy az autóhoz a vidám társaság kíséretében, és kezet fog az azzal jött három egyénnel. Maruszja mosolyogva búcsúzik el tőle. Nagyának megengedik, hogy a sofőr térdére ülve „vezessen” egy kicsit. Azután kiszáll és hazafelé megy az Elcsigázott napot dúdolva.
Kotov derűs, viccelődik, konyakot iszik a zsebpalackjából, a többieket is megkínálja, de hiába. Elkérik a revolverét, és ő odaadja. Azt mondja, hogy másnap felhívja Sztálint közvetlen telefonvonalán, és akkor majd az NKVD-sek megnézhetik magukat. Az utat egy teherautó torlaszolja el. Azelőtt már többször megjelent a filmben, amint egy falut keresett. Ennek neve a sofőr inge zsebében tartott papíron volt, de felesége kimosta az inget papírostul, és már nem látszott tisztán, mi volt ráírva. Most már nem volt benzinje. Az autó ablakán benézve, a sofőr felismeri Kotovot, aki ki akar szállni, hogy útbaigazítsa, de a mellette ülő nem engedi. Kotov megüti, mire a pribékek agyba-főbe verik. A teherautó sofőrje futásnak ered, de Mitya visszaparancsolja, és ő engedelmeskedik. Egy domb mögül hatalmas Sztálin-arcképpel nagy léggömb emelkedik fel. Mitya katonásan tiszteleg, a sofőr meg szájtátva nézi. Mitya elveszi a sofőr összes papírját, majd a pribékek lelövik, a teherautó platójára teszik és letakarják. Az autó tovább indul a hatalmas portré felé. Kotov véres arccal és a feje mögött megbilincselt kezekkel sír, miközben Mitya az Elcsigázott napot fütyörészi.
Az utolsó előtti jelenet Mitya lakását mutatja másnap. A rádió a reggeli tornát közvetíti. Mitya a fürdőkádban fekve az Elcsigázott napot fütyörészi egyre tétovábban. Fel van öltözve, és a víz vérétől piros. Az ablakon át a Kreml látszik és egy gömbvillám.
Az utolsó jelenetben Nágya egy mezőn fut, és az Elcsigázott napot énekeli. Ezen az alapon írott szöveg mondja el, hogy Kotovot kivégezték, Maruszját és Nágyát pedig szintén letartóztatták. Maruszja 1940-ben büntetőtáborban halt meg. Mindhármukat 1956-ban rehabilitálták. Nágya zeneiskolában dolgozik Kazahsztánban.
|  | Itt a vége a cselekmény részletezésének! |

## Fontosabb szerepek
- Oleg Menysikov(wd): Dmitri (Mitya), NKVD-tiszt
- Nyikita Mihalkov: Szergej Petrovics Kotov hadosztályparancsnok
- Ingeborga Dapkūnaitė(wd): Maruszja, Kotov felesége
- Nagyezsda Mihalkova(wd): Nágya, Kotovék kislánya
- Inna Uljanova(wd): Olga Nyikolajevna, Maruszja anyja
- Alla Kazanszkaja(wd): Ligyija Sztyepanovna, Maruszja nagyanyja
- Vjacseszlav Tyihonov: Vszevolod Konsztantyinovics, Maruszja nagybácsija
- Nyina Arhipova(wd): Jelena Mihajlovna, Olga Nyikolajevna barátnője
- Vlagyimir Iljin(wd): Kirik, Jelena Mihajlovna fia
- Ljubov Rudnyeva: Ljuba, Vszevolod Konsztantyinovics diákja
- Szvetlana Krjucskova(wd): Mohova, Maruszja családjának cselédje
- Avangard Leontyev: teherautó-sofőr
- Jevgenyij Mironov: hadnagy, a tankalakulat parancsnoka
- André Oumansky(wd): Philippe, Mitya családjának volt inasa

## Film és valóság
A filmbeli Kotov valós személyből ihletett. Nyikolaj Jakovlevics Kotov hadosztályparancsnokról van szó, akit 1937. szeptember 6-án tartóztattak le koholt vádak alapján. 1938. január 10-én halálra ítélték, miután beismerte a vádakat, és még aznap kivégezték. Marija feleségét és gyerekeit, Irinát és Vlagyimirt is letartóztatták és büntetőtáborba küldték. 1957. június 4-én rehabilitálták.
Kotov sorsa adott történelmi kontextushoz kötött. Sztálinnak sikerült 1934–1935-ben magához ragadni az egész hatalmat. Ha a forradalom után a cári Oroszország elitjét likvidálták, 1936-ban Sztálin elkezdte likvidáltatni a forradalom bolsevik veteránjainak nagy részét, akikről okkal vagy ok nélkül azt hitte, hogy kétségbe vonhatnák a hatalmát. A terror 1937–1938-ban annyira fokozódott, hogy körülbelül 1 400 000, a társadalom összes rétegéből származó embert ítéltek el, valamivel több mint a felét halálra. Az áldozatok között sok katona is volt. Például 1936-ban a Vöröshadseregnek 767 legmagasabb rangú tisztje volt, marsalltól dandárparancsnokig. Ezek közül 503-at büntettek meg az 1941-ben elkezdődött háborúig: 444 halálos áldozat lett, és 59 túlélte a fogvatartást.
A filmben többször elhangzó dal eredetileg a lengyel To ostatnia niedziela (Ez az utolsó vasárnap) 1935-ben megjelent tangó. Népszerű volt a Szovjetunióban is új szöveggel és az Утомлённое солнце / Utomljonnoje szolnce címmel. „Az elcsigázott nap / Gyengéden elvált a tengertől” verssorokkal kezdődik, a folytatásában pedig egy férfi elmondja egy nőnek, hogy szerelmüknek vége van mindkettejük hibájából.

## A film utóélete
Peter Flannery angol író színpadra adaptálta a film szövegkönyvét a film Burnt by the Sun (Elégette őket a nap) angol címét megtartva. A darabot 2009 márciusában mutatta be a londoni Királyi Nemzeti Színház.
Nyikita Mihalkov két folytatását is elkészítette a filmnek, a Csalóka nap 2-t és a Csalóka nap 3-at, amelyeket 2010-ben, illetve 2011-ben mutattak be. Ezek cselekménye a Második világháború alatt történik, és bennük is Mihalkov játssza Kotov szerepét, Nagyezsda Mihalkova pedig a lányáét.

## Értelmezések és kritikák
Több kritikust is, például Csala Károlyt (Népszabadság) Anton Pavlovics Csehov színdarabjaira emlékeztetik a film azon részletei, amelyek a dácsában összegyűlt társaságot mutatják, amint a forradalom előtti életüket próbálják folytatni, vagy amikor arról az életről nosztalgiáznak. Reményi József Tamás (Filmvilág) úgy látja, hogy maga a film dramaturgiai szerkezete is csehovi.
Nick Taussig (Slovo) megjegyzi, hogy a filmet több éles ellentét jellemzi. Az egyik a nyitókreditek előtti jelenet sötét, mogorva légköre és a fürdőbeli boldogságérzettel teli családi jelenet légköre között van. Egy másik a drámaiság és a humor közötti, például azt a jelenetet ellentétbe helyezve, amelyben a parasztok kétségbeesésére a tankok feldúlják a búzatáblát azzal, amelyben Kotov megoldja a helyzetet. Nem hiányzik az abszurd helyzetből eredő humor sem, például a polgári védelmi gyakorlat jelenetében. A film egy másik erénye az a mód, ahogyan Mihalkovnak sikerül párbeszéd nélkül tükröznie a Mitya és Maruszja közötti feszültséget, például a pohárból kicsorduló víz jelenetében. A rendező azt is tudja, hogyan teremtsen egyensúlyt párbeszéd és kép között, például a gyengédséggel teli Kotov és Nágya közötti jelenetekben.
Alan A. Stone (Boston Review) is kihangsúlyozza a Kotov és Nágya közötti jeleneteket, amelyek azért sikerültek, mert Nágyát a rendező színész saját hatéves kislánya játszotta. Mihalkov bevallása szerint azt akarta, hogy kislánya játsszon a filmben, és azért játszotta ő Kotov szerepét, hogy a kislány ne legyen feszélyezett. A kritikus a gömbvillám szimbolikus szerepére is felhívja a figyelmet. Ez a napra hasonlít, amely pusztulást is okozhat, ahogy a felkelő arckép alakjában megjelenő Sztálin is annyi meg annyi életet pusztított el, amint a Kotovét is. Szimbolikus figurát lát a kritikus a teherautó sofőrjében is, mégpedig az orosz parasztot, aki századok óta a hatóságok és a saját korlátoltságának áldozata. Stone azt is megjegyzi, ahogyan a film feszültsége növekedik azon ellentétek révén, amelyek azután jönnek létre, miután a néző megtudja, hogy Mitya letartóztatni jött Kotovot. Ezek egyike a kislány ártatlansága és vidámsága között, és aközött a valóság között keletkezik, amelynek nem lehet tudatában, vagy az, amely a focijelenet vidámsága és a néző által már ismert valóság között van.
Liza Kupreeva (Film Cove) szerint Nágya központi figura, mivel a rendező általa kelti azt a dramatikus iróniát, amely a film egyik jellemzője. Ezt azzal az egyenlő derűvel valósítja meg, amellyel Kotov és Mitya, a két rejtett konfliktusban levő szereplővel viselkedik, azzal a móddal, ahogyan Mitya meséjét fogadja, azzal, ahogyan az NKVD autója elbűvöli, vagy azzal, ahogyan Kotovot sietteti az autóhoz, mert megígérték neki, hogy majd „vezetheti”.
Dan Webster (The Spokesman-Review) a filmet a legjobb politikai drámák egyikének tekinti, mivel a szereplők összetettek. Kotov meggyőződésből a rendszer embere, mint Sztálin kedvence arrogáns, magabiztos ember, ő a felelős Maruszja és Mitya szerelmének meghiúsulásáért, de ugyanakkor rokonszenves figura is, szerető férj és apa, felesége rokonainak védelmezője, akiket másként a rendszer üldözne. Őszinte politikai meggyőződései és hűsége még tragikusabbá teszik sorsát, mint abban az esetben, ha ezek a vonásai nem lennének meg. A kritikus bírálni valót is talál a filmben, de hozzá teszi, hogy ez nem homályosítja el az értékét. Szerinte a gömbvillám túl mesterséges és túl irodalmi mint metafora, valamint Sztálin ünneplése és az eltévedt sofőr túlságosan vannak jelen.

## Díjak

### Nemzetközi díjak
- 1994 – a Cannes-i Filmfesztiválon:
  - a Nagydíj (megosztottan)[16]
  - az Ökumenikus Zsűri Díja[17]

– a Kalinyingrádi Balti országok Nemzetközi Fesztiváljának Nagydíja
- 1995 – az Oscar-díj a legjobb nemzetközi játékfilmnek[19]

### Orosz díjak
- 1994 – a Sajtó Díja a legjobb filmnek[18]
- 1996 – az Orosz Föderáció Állami Díja[20]